# Liên đoàn bóng đá Latvia
Liên đoàn bóng đá Latvia (tiếng Latvia: Latvijas Futbola federācija) là tổ chức quản lý, điều hành các hoạt động bóng đá ở Latvia. Liên đoàn quản lý đội tuyển bóng đá quốc gia Latvia, tổ chức các giải bóng đá như vô địch quốc gia và cúp quốc gia. Liên đoàn bóng đá Latvia gia nhập FIFA năm 1922 và UEFA năm 1992.